# Lepanthes beharii
Lepanthes beharii är en orkidéart som beskrevs av Carlyle August Luer. Lepanthes beharii ingår i släktet Lepanthes och familjen orkidéer.
Artens utbredningsområde är Guatemala. Inga underarter finns listade i Catalogue of Life.